# Parevia sisenna
Parevia sisenna är en fjärilsart som beskrevs av Druce 1899. Parevia sisenna ingår i släktet Parevia och familjen björnspinnare. Inga underarter finns listade i Catalogue of Life.